# اتصال (فیلم ۲۰۱۴)
اتصال (به انگلیسی: The Connection) فیلمی محصول سال ۲۰۱۴ و به کارگردانی سیدریک ژیمنز است. در این فیلم بازیگرانی همچون ژان دوژاردن، ژیل للوش، سلین سالت، ملانی دوته، گیوم گوئی، بونوآ ماژیمل، برونو تودشینی، فئودور آتکین، میریم آکدیو، اریک گودون، پائولین بورله و برنار بلانکان ایفای نقش کرده‌اند.